# ジャコブヒツジ

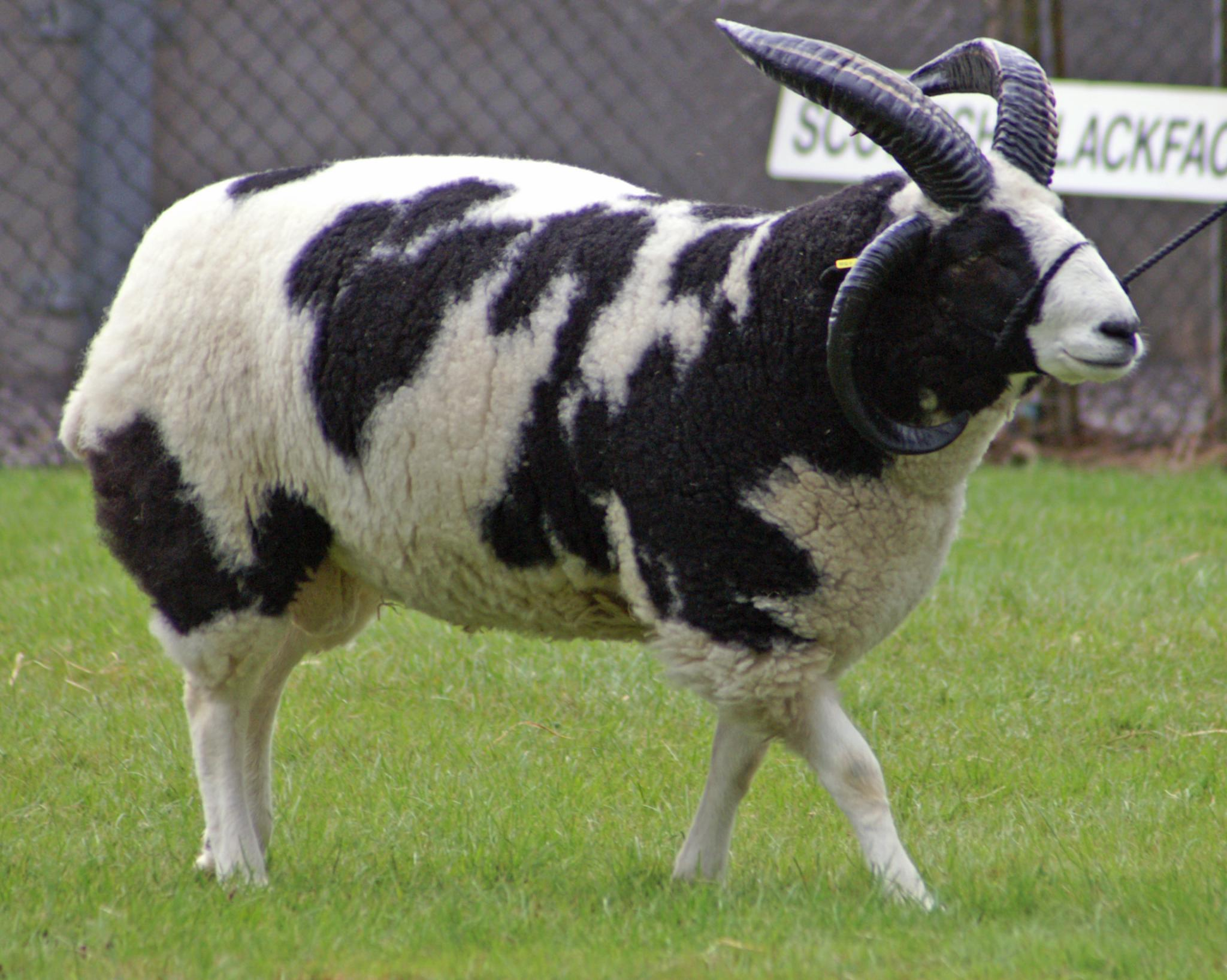
ジャコブ羊

ジャコブヒツジ（ジャコブ羊、Jacob）は、ヒツジの品種の一つであり、古代から存在するといわれている。

## 歴史

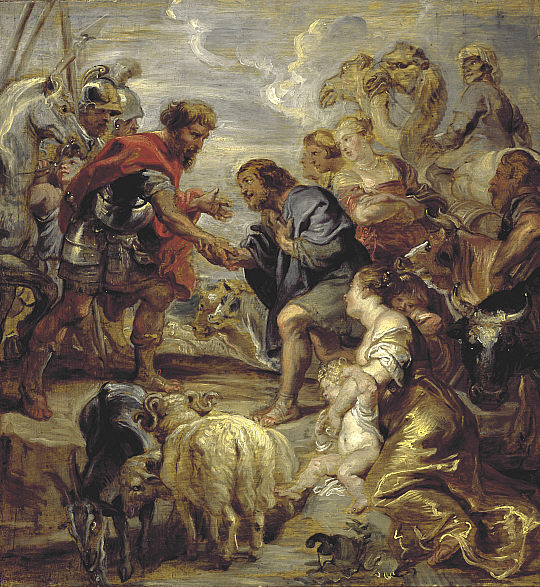
ピーテル・パウル・ルーベンス作、ヤコブとエサウの和解、1624年。2頭の長い尾を持つ羊が前景に描かれている。

ジャコブの起源はメソポタミアに始まるといわれ、聖書の創世記にも出てくる非常に古い羊で、その後スペイン、ポルトガルの移民がアフリカへ連れて行き、飼育が始まったといわれる。
ジャコブは斑のナチュラルカラーのため染めずにナチュラルカラーのまま混毛したり白・グレー・茶と分けながらニットや生成り生地に織られる。

## 特色
イギリスに広く分布している。雄・雌とも2本または4本の角がある。ヒツジには珍しい、茶（黒）と白の斑模様をしている。